# St. Georg (Hohenreichen)

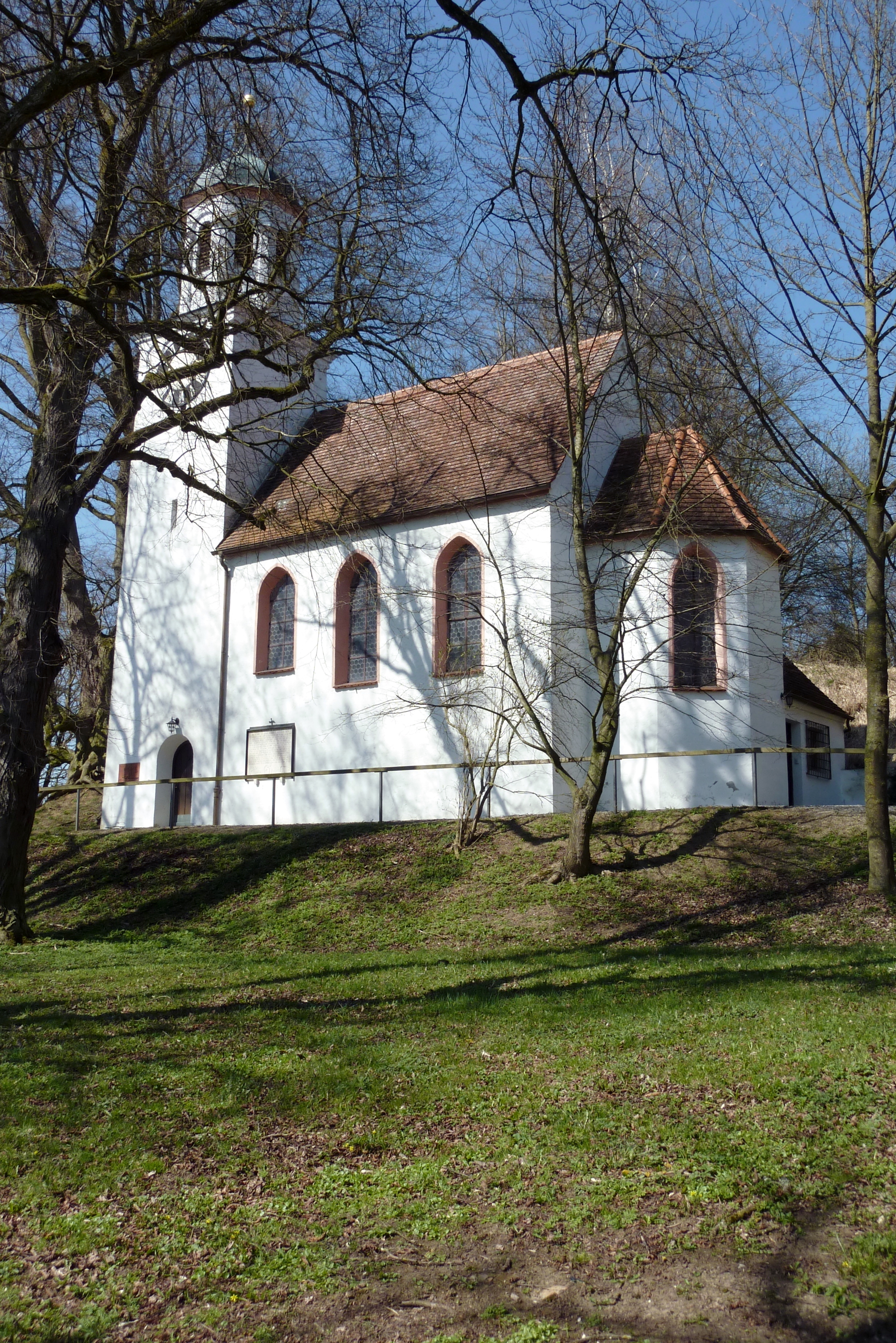
Kapelle St. Georg in Hohenreichen

Die katholische Kapelle St. Georg wurde in der Mitte des 15. Jahrhunderts als Kapelle der Burg Hohenreichen gebaut. Das Kirchdorf Hohenreichen, vier Kilometer nordöstlich von Wertingen gelegen, ist seit 1972 ein Stadtteil von Wertingen im Landkreis Dillingen an der Donau und gehört zum bayerischen Regierungsbezirk Schwaben. In der Kapelle befindet sich ein spätgotischer Flügelaltar mit der Darstellung des heiligen Georg.

## Geschichte
Im Jahr 1093 ist der Ort erstmals unter der Bezeichnung Ricchin (Reichen) schriftlich erwähnt. Der Name wird auf den Hohenreicher Mühlbach zurückgeführt, der früher die Reiche Ach hieß, was ihn als besonders wasserreich auszeichnen sollte. 1093 wurden auch die Herren von Reichen erstmals erwähnt. Sie waren Edelfreie und sind bis 1154 nachgewiesen. Ihnen folgte ein Zweig der Truchsesse von Kühlenthal und später ein Zweig der Marschälle von Rechberg, die sich daraufhin Marschälle von Reichen und später Freiherren von Pappenheim nannten. Sie erwarben 1467/68 auch die Herrschaft Wertingen. Bis 1568 war die Burg ihr Herrschaftsmittelpunkt. Als sie in das Schloss in Wertingen übersiedelten, verfiel die Burg und wurde 1779 abgebrochen. Nur die 1456 errichtete Schlosskapelle blieb erhalten.

## Architektur
Vor der Westfassade erhebt sich der Turm. Er ist mit einer flachen Zwiebelhaube gedeckt, die er vermutlich im späten 16. Jahrhundert erhielt. Die quadratischen Untergeschosse sind mit Bogenfriesen verziert und tragen einen kurzen oktogonalen Aufbau, der auf allen acht Seiten von rundbogigen Klangarkaden durchbrochen ist. 
Der Innenraum ist einschiffig und mündet im Osten in einen stark eingezogenen Chor mit Fünfachtelschluss, den ein Netzgewölbe überspannt. Chor und Langhaus sind von großen Spitzbogenfenstern durchbrochen.

## Ausstattung
- Die Kapelle besitzt einen spätgotischen Flügelaltar, der mit der Jahreszahl 1515 bezeichnet ist. Den Mittelschrein nimmt eine halbplastische Figur des heiligen Georg ein, der zu Pferde dargestellt ist und den Drachen besiegt. Im Hintergrund ist die ehemalige Burg Hohenreichen dargestellt. Die seitlichen Flügel stellen links Jesus am Ölberg (oben) und die Geißelung Christi (unten) dar und auf der rechten Seite die Dornenkrönung (oben) und die Grablegung Christi (unten).
- Die Figuren des Johannes des Täufers, des heiligen Christophorus und der heiligen Elisabeth von Thüringen werden um 1510/20 datiert.
- Aus dieser Zeit stammt auch das farbig gefasste Relief des heiligen Isidor von Madrid, der von Haustieren umgeben ist.

## Sonstiges
In den 1970er-Jahren wurden die vier Altarflügel geraubt. Der Wertinger Adolf Merk erkannte auf einem Kunstmarkt in München einen der Altarflügel wieder. Er gab der Polizei den entscheidenden Tipp. Die Altarteile waren bereits nach Belgien verkauft worden.  